# Westelijke zwiepfluiter
De westelijke zwiepfluiter (Psophodes nigrogularis) is een zangvogel uit de familie Psophodidae (zwiepfluiters). 

## Verspreiding en leefgebied
Deze soort is endemisch in Australië en telt vier ondersoorten:
- P. n. nigrogularis:  Two Peoples Bay Nature Reserve, 40 km ten oosten van Albany.
- P. n. oberon: zuidelijk West-Australië.
- P. n. leucogaster (Malleezwiepfluiter): het zuidelijke deel van Midden-Australië.
- P. n. lashmari: Kangaroo Island (nabij zuidelijk Australië).

Het leefgebied bestaat uit heide-achtige vegetatie met droog struikgewas (scrubland), vaak in de buurt van zeekusten.

## Status
De grootte van de wereldpopulatie (westelijke en malleezwiepfluiter) werd in 2011 geschat op 13.500 volwassen individuen. De aantallen fluctueren sterk. De vogel heeft eerder als kwetsbaar en gevoelig op de rode lijst gestaan. Men veronderstelt nu dat het voortbestaan van de soort niet in gevaar is. Daarom staan deze zwiepfluiters als niet bedreigd op de Rode Lijst van de IUCN.